# Niobij
Niobij je kemijski element atomskog (rednog) broja 41 i atomske mase 92,90638(2). U periodnom sustavu elemenata predstavlja ga simbol Nb.
Niobij je metal svijetlosive boje, mekan i kovak. Rabi se u proizvodnji antikorozivnih čelika. Slitine s titanijem, molibdenom i volframom su otporne na visoke temperature.